# Вікторас Пяткус
Вікторас Пяткус (лит. Viktoras Petkus, нар. 17 травня 1928 — пом. 1 травня 2012) — литовський правозахисник та політв'язень, один із засновників Литовської Гельсінської групи. Іноземний член (за власним визначенням) Української Гельсінської групи з 1982 року.

## Біографія

### Ранні роки. Початок громадської діяльності
Народився 17 травня 1928 року в с. Александрай Расейняйського повіту (сучасний Расейняйський район Литви) у селянській родині. У 1944 став членом молодіжної католицької організації «Атейтинінкі», а також засновником та очільником її осередку у Расейняйській гімназії. Здійснював підтримку в'язнів єврейського гетто, а також поширював підпільну газету «Дзвін свободи»(лит. Laives varpas).

### Перший арешт
У 1947 році, як активіст «Атейтинінкі», заарештований радянськими каральними органами. 8 квітня 1948 року засуджений Особливою Нарадою за статтями 58-10, 58-11 КК РРФСР до 5 років позбавлення волі. Строк відбував у Владимирській в'язниці і таборах на території Комі АРСР.
У 1949 році зважився на втечу з табору. Проте був пійманий і 25 лютого 1949 року засуджений за неї до додаткових 10 років ув'язнення. Продовжував відбувати термін у Мінлаг. Після смерті Сталіна у 1953 році звільнений достроково — як такий, що скоїв злочин до настання повноліття.

### Повернення в Литву. Арешт у справі «Національного Фронту»
Після повернення на батьківщину екстерном закінчив вечірню середню школу і переїхав до Вільнюса. Мав намір вступити до духовної семінарії, проте — як колишній ув'язнений — не отримав рекомендації місцевого настоятеля. У 1957 році став студентом факультету литовської мови і літератури Вільнюського університету, але тієї ж осені його відрахували.
25 грудня 1957 року заарештований вдруге — у справі підпільної організації «Національний Фронт» (так звана «справа одинадцятьох»).